# Eastern Express
Eastern Express is een Kazachse luchtvaartmaatschappij met haar thuisbasis in Almaty.

## Geschiedenis
Eastern Express is opgericht in 2006.

## Vloot
De vloot van Eastern Express bestaat uit:(jan.2007)
- 1 Ilyushin IL-62M